# Frank Powell
Pour les articles homonymes, voir Powell.
Frank Powell est un acteur, producteur, réalisateur et scénariste canadien né en 1886 à Hamilton, en Ontario (Canada), et mort à New York (États-Unis) en 1957.

## Biographie
Frank Powell fait ses débuts comme assistant d'Augustus Thomas, puis comme assistant de Kirke La Shelle (en), puis il part à Londres en tant que réalisateur pour diriger des films ayant pour vedette Ellen Terry. Il retourne aux États-Unis où il est engagé par la Biograph Company. Il repart à nouveau à Londres pour rejoindre la succursale britannique de la compagnie Pathe Frères où il dirige des films historiques et romanesques. Pour des raisons de santé il retourne aux États-Unis, il travaille pour la Powers Motion Picture Company.
En tant qu'acteur, il tourne avec Blanche Sweet dans le film Le spéculateur en grains /  A Corner in Wheat (1909) de David W. Griffith. Il se fait remarquer en 1915 par la réalisation du film Embrasse-moi, idiot / A Fool There Was avec Theda Bara et Edward José.

## Filmographie

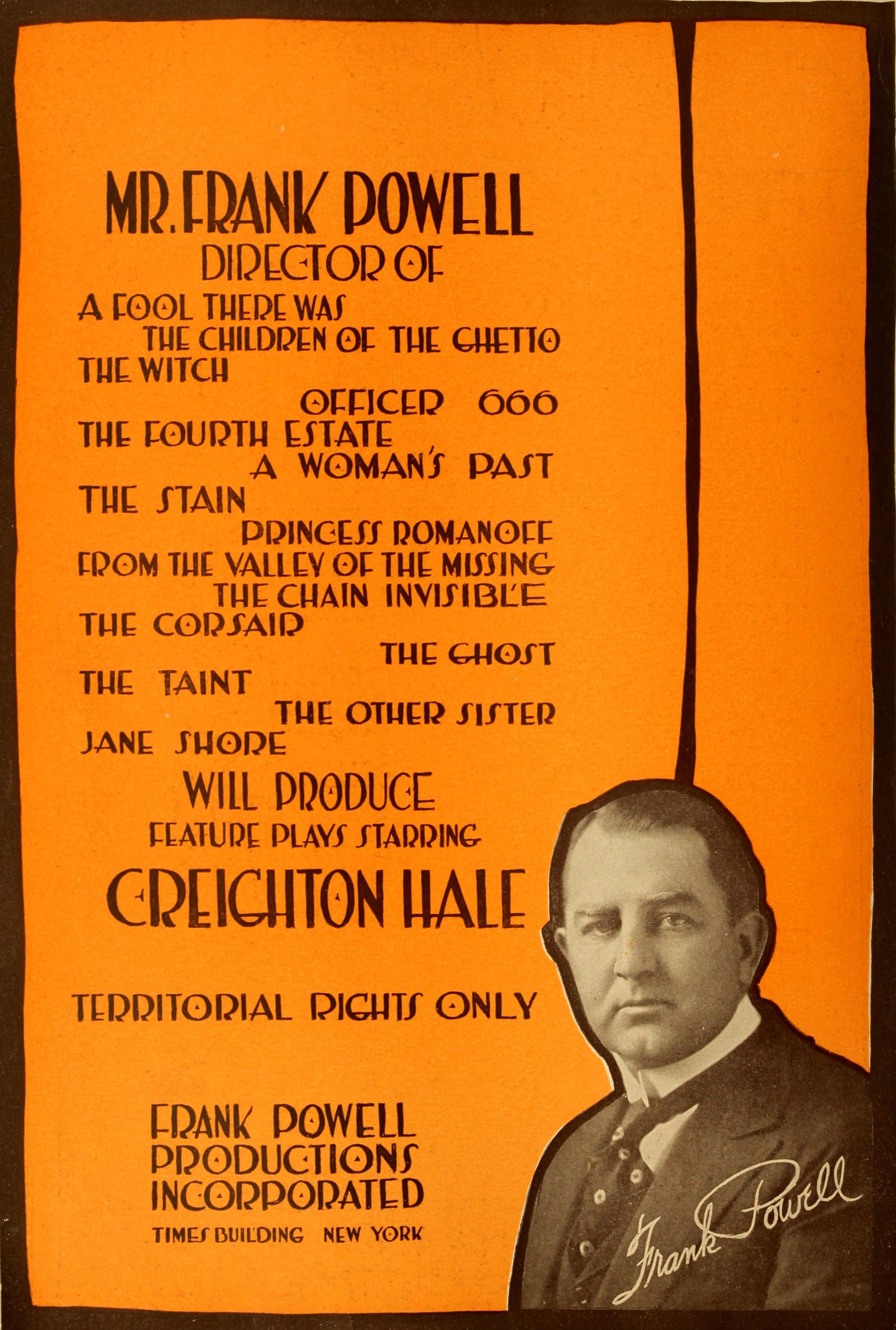
Publicité (1916)

### Comme réalisateur

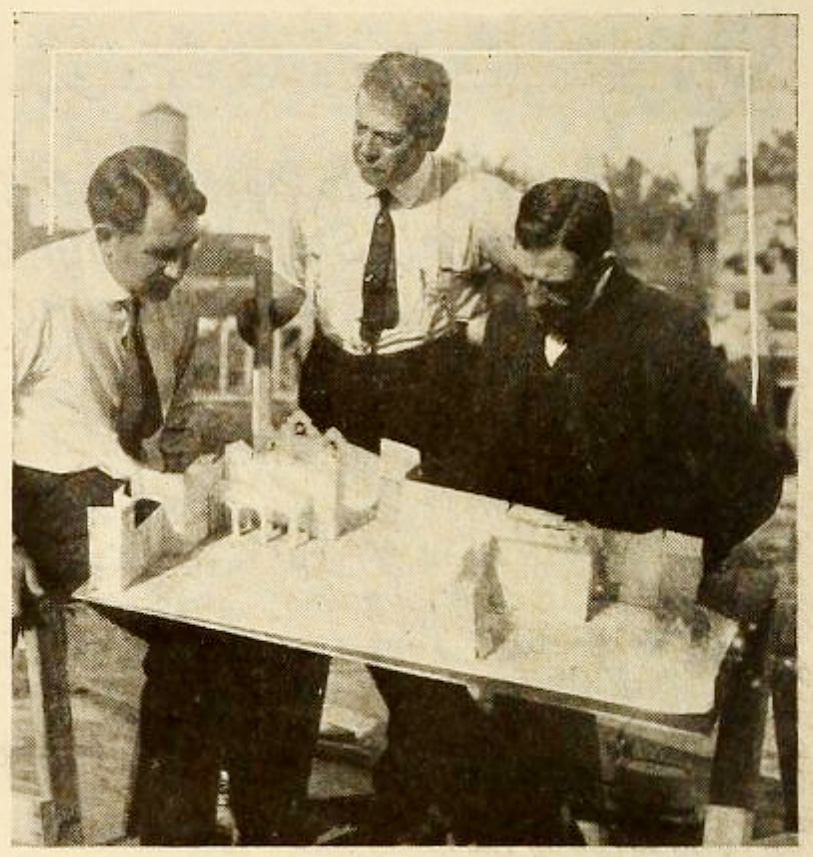
Frank Powel (à gauche) examinant une maquette pour son film The Witch (1916).

- 1910 : All on Account of the Milk (en)
- 1910 : The Love of Lady Irma
- 1910 : The Smoker
- 1910 : The Kid
- 1910 : The Tenderfoot's Triumph
- 1910 : Up a Tree
- 1910 : A Knot in the Plot
- 1910 : Never Again
- 1910 : May and December
- 1910 : When We Were in Our Teens
- 1910 : An Old Story with a New Ending
- 1910 : Muggsy Becomes a Hero
- 1910 : The Affair of an Egg
- 1910 : A Summer Tragedy
- 1910 : How Hubby Got a Raise
- 1910 : A Gold Necklace (it)de Frank Powell
- 1910 : The Masher
- 1910 : A Lucky Toothache
- 1910 : The Proposal
- 1910 : The Passing of a Grouch
- 1910 : The Troublesome Baby
- 1910 : Love in Quarantine
- 1910 : Not So Bad as It Seemed
- 1910 : His New Lid
- 1910 : Effecting a Cure
- 1910 : Turning the Tables
- 1910 : Happy Jack, a Hero
- 1910 : White Roses
- 1910 : The Recreation of an Heiress
- 1910 : His Wife's Sweethearts
- 1910 : After the Ball
- 1911 : The Midnight Marauder
- 1911 : Help Wanted
- 1911 : The Poor Sick Men
- 1911 : Priscilla's Engagement Ring
- 1911 : Priscilla's April Fool Joke
- 1911 : Cured
- 1911 : Priscilla and the Umbrella
- 1911 : Paradise Lost
- 1911 : Little Emily
- 1911 : L'Enlèvement (The Elopement)
- 1911 : Jane Shore
- 1912 : The Vicar of Wakefield
- 1912 : Puppets of Fate
- 1912 : The Old Curiosity Shop
- 1912 : Priscilla's Capture
- 1912 : Her Life's Story
- 1912 : His Madonna
- 1912 : Dora
- 1913 : Beyond All Law
- 1913 : For Her Government
- 1913 : The Suicide Pact
- 1913 : The Wedding Gown
- 1914 : The Stain
- 1914 : A Fair Rebel
- 1914 : The Ghost
- 1914 : Man's Enemy
- 1914 : The Corsair
- 1914 : His Last Dollar
- 1914 : Officer 666
- 1915 : Embrasse-moi, idiot (A Fool There Was)
- 1915 : Children of the Ghetto (it)
- 1915 : From the Valley of the Missing
- 1915 : Her Grandparents
- 1915 : Princess Romanoff
- 1915 : The Devil's Daughter
- 1915 : A Woman's Past
- 1916 : The Fourth Estate
- 1916 : The Witch (en)
- 1916 : The Chain Invisible
- 1916 : The Scarlet Oath
- 1916 : Charity
- 1917 : The Greater Woman
- 1917 : Motherhood (en)
- 1917 : Mrs. Balfame
- 1917 : The Debt
- 1917 : Hedda Gabler
- 1917 : The Mirror
- 1917 : The Final Payment
- 1917 : The Dazzling Miss Davison
- 1917 : Mary Moreland
- 1918 : Le Garde du Texas (Heart of the Sunset)
- 1919 : The Forfeit
- 1919 : The Unbroken Promise
- 1919 : You Never Know Your Luck
- 1921 : Officer Cupid
- 1921 : Astray from the Steerage

### Comme acteur

#### 1909
- The Heart of an Outlaw : Outlaw Gang
- The Honor of Thieves, de D. W. Griffith
- Amour et Politique (The Politician's Love Story), de D. W. Griffith
- L'Âme du violon (The Voice of the Violin), de D. W. Griffith : Mr. Walker
- A Rude Hostess, de D. W. Griffith : Visiteur
- His Duty : Jack Allen
- La Villa solitaire (The Lonely Villa), de D. W. Griffith
- The Son's Return : In Bank
- The Faded Lilies : At Party
- Was Justice Served? : Man Who Finds Wallet
- The Way of Man : Wedding Guest
- Le Collier de perles (The Necklace), de D. W. Griffith : Employeur / Invité à la soirée
- Le Message (The Message) de D. W. Griffith : Harold Woodson
- The Country Doctor : Docteur Harcourt
- The Cardinal's Conspiracy : A Visiting Nobleman
- Tender Hearts : A Handsome Dressy Chap
- The Friend of the Family : Jack Hudson
- The Slave : An Old Man
- A Strange Meeting : Un voleur
- The Mended Lute : Chief Great Elk Horn
- Mr. Jones' Burglar : Au Club
- With Her Card : Randolph Churchill
- His Wife's Visitor : Un ami de Harry
- Le Roman d'un coureur indien (The Indian Runner's Romance) de D. W. Griffith : The Old Prospector
- The Seventh Day : Avocat
- The Mills of the Gods : In Editor's Office
- Les Rénégats de 1776 (The Hessian Renegades) de D. W. Griffith : Hessian
- The Children's Friend
- The Broken Locket : George Peabody1
- In Old Kentucky : Union Soldier / Confederate Soldier
- Leather Stocking : Un soldat
- Fools of Fate : Ed Hilton
- In the Watches of the Night : Henry Brainard
- Lines of White on a Sullen Sea : Le Docteur
- Nursing a Viper : The Viper
- The Light That Came : At the Ball
- Two Women and a Man : John Randolph
- A Sweet Revenge : Alice's Father
- The Death Disc: A Story of the Cromwellian Period : Oliver Cromwell
- Les Spéculateurs (A Corner in Wheat) de D. W. Griffith : The Wheat King

#### 1910
- The Rocky Road : Ben
- The Last Deal : At Card Game
- The Cloister's Touch
- The Newlyweds : A Friend / At Station Reception
- In Old California, de D. W. Griffith : gouverneur Manuella
- The Man : Steve Clark
- The Love of Lady Irma
- Over Silent Paths
- A Knot in the Plot
- The Impalement : Mr. Avery
- The Oath and the Man

#### 1911
- A Knight of the Road

#### 1912
- His Day

#### 1914
- The Second Generation

#### 1915
- Embrasse-moi, idiot (A Fool There Was) : le docteur

### Comme scénariste
- 1909 : His Duty
- 1915 : Embrasse-moi, idiot (A Fool There Was)
- 1916 : Partners at Last
- 1916 : His Daughter's Dilemma
- 1916 : The Greater Need
- 1917 : Mrs. Balfame
- 1919 : The Forfeit
- 1920 : Enchantment
- 1921 : The Penniless Millionaire
- 1921 : Kitty Tailleur
- 1921 : In Full Cry
- 1922 : A Soul's Awakening
- 1922 : In the Night

### Comme producteur
- 1917 : Motherhood (en)
- 1917 : Mrs. Balfame

## Théâtre
- 1904 : Tit for Tat, par Leo Ditrichstein (en), adaptation de la pièce de Maurice Hennequin et Paul Bilhaud, au Savoy Theatre[2] de New York.
- 1905 : The Education of Mr. Pipp, par Augustus Thomas au Liberty Theatre de New York.